# Saint Bonnet-Laval
Saint Bonnet-Laval ist eine französische Gemeinde mit 258 Einwohnern (Stand: 1. Januar 2022) im Département Lozère in der Region Okzitanien. Sie gehört zum Kanton Langogne und zum Arrondissement Mende. 
Mit Wirkung vom 1. Januar 2017 entstand sie als Commune nouvelle durch die Zusammenlegung der früheren Gemeinden Laval-Atger und Saint-Bonnet-de-Montauroux, die dort seither den Status einer Commune déléguée innehaben. 

## Geografie
Durch das Gebiet der Gemeinde windet sich von Süden nach Norden der Fluss Chapeauroux. Größte Orte sind Montgros, Saint-Bonnet-Laval, Tresbos, Condres und Chapeauroux.
Sie grenzt im Norden an Saint-Christophe-d’Allier, im Nordosten an Saint-Haon, im Osten an Rauret, im Südosten an Naussac-Fontanes mit Fontanes, im Süden an Auroux und Grandrieu und im Westen an Saint-Symphorien.

## Gliederung
| Ortsteil                                     | ehemaliger INSEE-Code | Fläche (km²) | Einwohnerzahl zum 1. Januar 2022 |
| -------------------------------------------- | --------------------- | ------------ | -------------------------------- |
| Saint-Bonnet-de-Montauroux (Verwaltungssitz) | 48139                 | 21,33        | 109                              |
| Laval-Atger                                  | 48084                 | 10,67        | 149                              |

## Verkehr

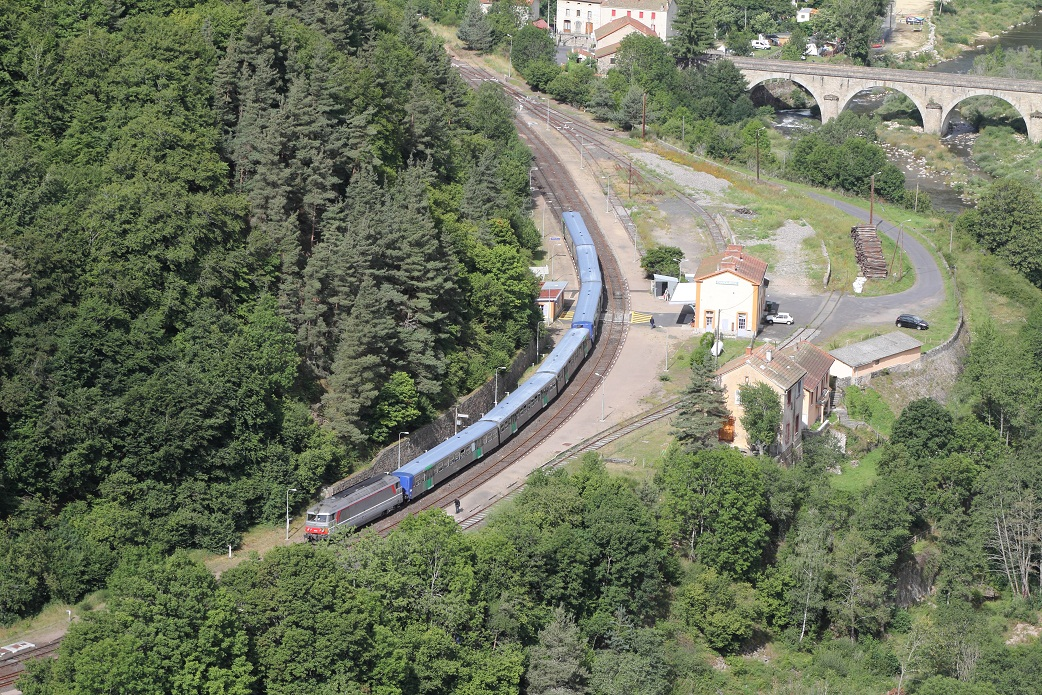
Bahnhof Chapeauroux

Chapeauroux hat einen Bahnhof an der Bahnstrecke Saint-Germain-des-Fossés–Nîmes, deren entsprechender Abschnitt 1870 von der Compagnie des chemins de fer de Paris à Lyon et à la Méditerranée (PLM) eröffnet wurde. Aktuell verkehren dort TER-Regionalzüge der Relation Clermont-Ferrand–Nîmes. 
Durch die Gemeinde verläuft die ehemalige Nationalstraße N 88, die zur Departementsstraße D 988 abgestuft wurde.